# Bioregionalismo
Il bioregionalismo è una teoria ecologista, basata sull'individuazione e lo studio di aree naturalmente definite chiamate bioregioni o ecoregioni, formulata per la prima volta da Peter Berg e Raymond Dasmann alla fine degli anni 1960. È un fenomeno culturale con risvolti politici, economici ed ambientali.

## Struttura
Il bioregionalismo è un approccio etico, politico, ideologico, legato al territorio in cui si vive, considerato come un insieme omogeneo dal punto di vista morfologico e da quello degli esseri viventi.

Rappresenta in un certo senso "l'intersezione" tra diverse anime culturali del movimento ambientalista: quelle tradizionaliste, (in senso eminentemente folclorico-ambientalista) e quelle localiste. Lo studio delle bioregioni utilizza largamente la Teoria degli insiemi elaborata da Georg Cantor.

Si tratta di una Weltanschauung (visione del mondo) elaborata sul finire degli anni sessanta del novecento. Il termine bioregione viene dalla parola greca bios (vita) e da quella latina regere (reggere o governare). Si tratta quindi di considerare un territorio geografico omogeneo in cui dovrebbero essere predominanti le regole dettate dalla natura e non le leggi che l'uomo avrebbe definito. "Il governo della natura", così Kirckpatrick Sale ha definito il più profondo significato di bioregionalismo.

## L'individuazione di una Bioregione
La bioregione è un'unità territoriale, dalle caratteristiche fisiche ed ecologiche omogenee. Non esiste una dimensione standard: può essere una grande vallata fluviale o una catena montuosa, può abbracciare diversi ecosistemi. In un paese come l'Italia, non esistendo ancora una classificazione condivisa, potremmo considerarla una sintesi tra un distretto biogeografico e il territorio di una provincia.
Nonostante le bioregioni siano tutte interrelate, ogni persona  vive all'interno di una specifica e determinata bioregione.  Peter Berg, uno dei padri fondatori del bioregionalismo, ha definito la bioregione come "tanto il terreno geografico quanto il terreno della coscienza".

## Bioregionalismo secondo Thomas Rebb
Il bioregionalismo è quindi quella "forma di organizzazione umana decentrata che, proponendosi di mantenere l'integrità dei processi biologici, delle formazioni di vita e delle formazioni geografiche specifiche della bioregione, aiuta lo sviluppo materiale e spirituale delle comunità umane che la abitano" (Thomas Rebb). Infatti una volta che si è riconosciuta la propria bioregione, il proprio "luogo" che sia urbano, rurale o selvaggio, bisogna viverci interamente, pensare in modo bioregionale, che non è l'adesione ad una nuova statica ideologia ma la scoperta, e la pratica quotidiana, di un nuovo vivere personale ed ecologista in armonia con la natura (il "real work" di Gary Snyder). L'elaborazione di tale concetto spetta all'intellettuale canadese Alan Van Newkirk. Quest'ultimo, studiando geografia umana, giunse alla conclusione che le comunità degli esseri viventi, interagiscono tra loro e con il loro ambiente fisico, secondo l'organizzarsi in insiemi che mostrano continuità tra le caratteristiche fisiche ed ecologiche.

## Storia
L'anno di nascita del Bioregionalismo, prima come elaborazione culturale precisa (e poi anche come movimento sociopolitico organizzato) è il 1971. In quell'anno dalla collaborazione fra Van Newkirk ed il militante ambientalista Peter Berg sorge la definizione precisa di bioregione, come territorio che possiede caratteristiche di omogeneità culturale e biofisica.

### Bioregionalismo nel Nord America e in Europa
Battersi affinché le bioregioni così definite acquisiscano sempre maggiori autonomie, fino alla sovranità vera e propria, poteva far sì che sarebbero divenute i punti focali del ripristino ecologico ed il territorio il contenitore ideale in cui la società umana avrebbe potuto vivere in equilibrio sostenibile con i sistemi naturali circostanti. Tali concetti avevano, nella cultura americana, dei precisi precedenti. In primo luogo la spontanea tendenza - peraltro oggi non più dominante - al decentramento ed alle autonomie locali (aspetto che colpì Alexis de Tocqueville nel suo "La democrazia in America") e il riferimento alle culture indigene dei Nativi americani, degli Amish, dei franco-spagnoli Cajun di Florida e Louisiana nonché l'epopea confederata.
Nella formulazione americana originaria, l'uomo è visto solamente una parte della complessa rete di ecosistemi, in una prospettiva non più antropocentrica bensì biocentrica come insegnano anche i principi dell'ecologia profonda.
In Europa, l'idea che la società cristiana che si è avuta nel periodo della cosiddetta anarchia feudale del Medio evo era istituzionalmente simile (tanto più che, comunque, le bioregioni qui identificate coincidono più o meno con gli antichi feudi) è all'origine di un tentativo di lettura cattolica (quindi non primariamente biocentrica) del bioregionalismo. Il massimo rappresentante di tale tentativo è il fiorentino Giannozzo Pucci. Mentre, in una versione più legata allo schema originario americano, è rappresentata dalla Newsletter "Il Lato selvatico" pubblicata dal Sentiero Bioregionale.

## La critica ai sistemi politici costituiti
In concreto, la prospettiva bioregionalista, in tutte le sue accezioni, vede nello Stato-nazione un'istituzione storicamente recente e, contemporaneamente, già obsoleta, che si è imposta dopo una lotta contro le autonomie locali, trasformando l'abitante da agente attivo e partecipante alle decisioni - qual era nel contesto comunitario, come si vede dalle vestigia rimaste, per esempio, in alcuni Cantoni svizzeri - a recettore passivo di beni e servizi in cambio della sua anonima "cittadinanza". In controtendenza, il bioregionalismo propone una ristrutturazione complessiva dell'organizzazione territoriale, per il bene non solo degli esseri umani (che, comunque, nelle letture europee restano centrali), ma di tutta la biosfera, ridiscutendo gli arbitrari confini statuali della tarda modernità, a partire dal principio d'autodeterminazione, esprimendo autonomie ed interconnessioni naturali sulla base delle identità culturali. Dalla più semplice - la comunità locale - alla più complessa - il pianeta terra: la mitica Gaia. Inoltre spinge a recuperare lo spirito che caratterizzò il "senso del limite" degli antichi, o anche di moderni, come Giovannino Guareschi e Aleksandr Isaevič Solženicyn. Il problema di fondo è di ripensare pluralisticamente il mondo fuori da come si è strutturato l'Occidente post-rivoluzione francese, col suo pseudo-universalismo monistico e dalla sua visione etnocentrica rispetto alla quale tutto diventa periferia.

## Bioregionalismo in Italia
In Italia il bioregionalismo non ha grande diffusione, a partire dalle principali associazioni ambientaliste, i verdi e la sinistra politica in genere. Ha suscitato un certo interesse in settori del movimento anarchico e pensatori anticonformisti, come Eduardo Zarelli, Giorgio Nebbia, Giuseppe Moretti. Da oltre 20 anni i riferimenti italiani sono la Rete Bioregionale Italiana e Sentiero Bioregionale.